# 独流减河

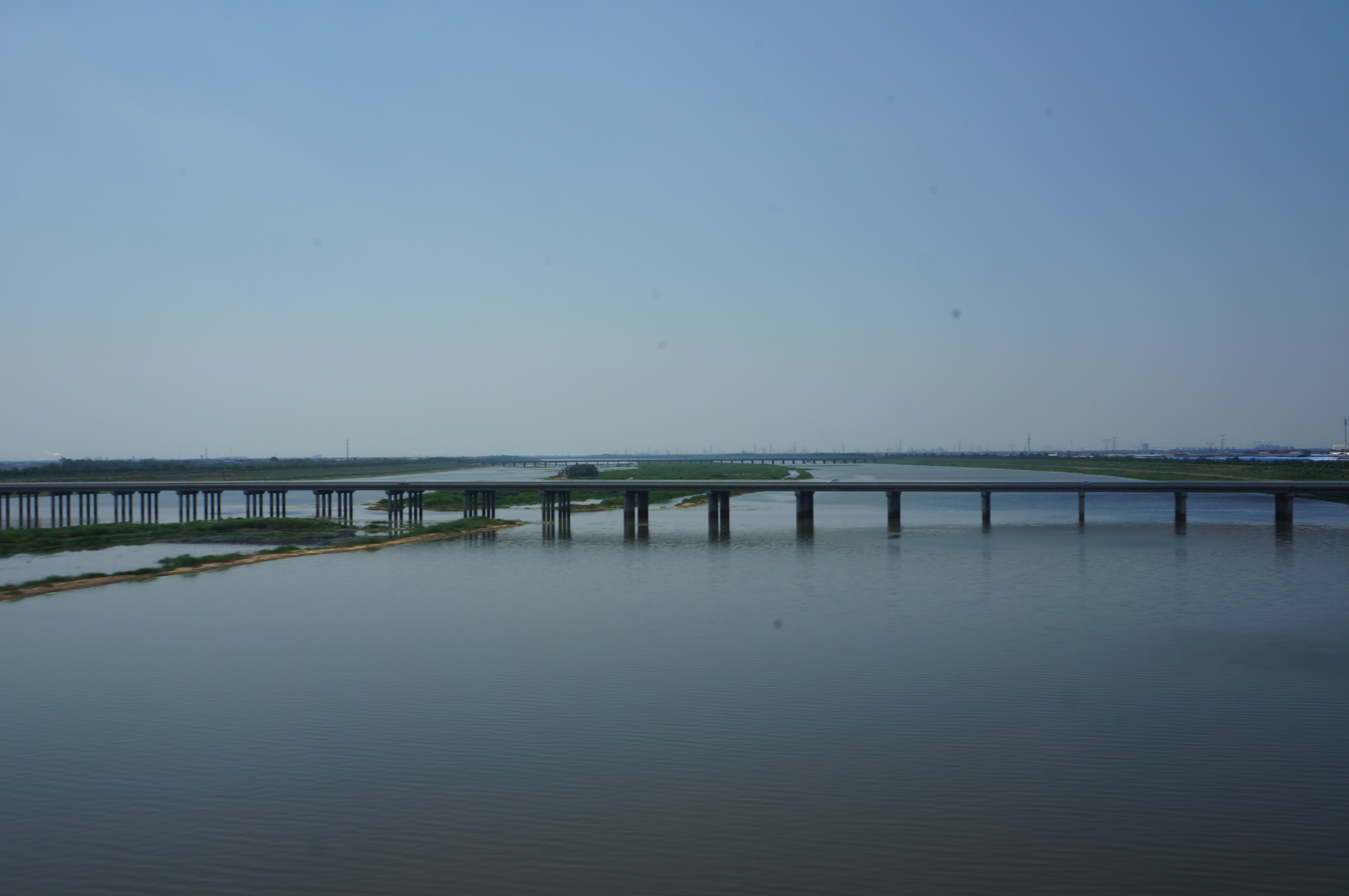
天津南站南侧的独流减河

独流减河是位于天津市南部的人工行洪河道，在海河汛期时可以引海河支流其中的大清河和子牙河洪水直接流入渤海，河道长67.2km。因上游位于独流镇附近，故名独流减河。天津市的第二港口——天津南港位于独流减河入海口南侧。

## 历史
为了减轻海河南系洪水对天津市的威胁，经中央水利部批准，1951年秋动工独流减河工程，是当时华北地区仅次于官厅水库的第二大水利工程。1953年7月竣工。当年分洪生效，不仅大大减轻了大清河下游的水患，也基本解除了海河流域南系洪水对天津市和津浦铁路的威胁。先后经受了1953、1954、1956、1963、1977、1996年、2012年、2023年洪水。
1963年海河流域超级洪水，独流减河进洪闸泄流总量34.80亿立方米，宣泄东淀洪水。
六十年代的“一定要根治海河”运动中，河北省和天津市发动30万人实施独流减河扩建工程，设计流量达到了3200立方米／秒。
1977年流量达1090立方米／秒。1979年1010立方米／秒。1996年8月869立方米／秒。
2005年4月30日至2007年11月15日实施了独流减河进洪闸除险加固工程。

## 河道
2008年独流减河进洪闸改建施工后，根据天津市城市防洪规划要求，进洪闸在东淀第六埠水位达到6.44m时，总泄量由3200m3/s提高到3600m3/s。汛后闸前东淀内深槽蓄水和闸下独流减河蓄水。正向设计挡水位3.44m，反向设计挡水位3.0m。枯水年满足从大清河深槽引水，为团泊洼水库和北大港水库补充水源。闸上设计洪水位6.44m，闸下设计洪水位6.30m，闸上防洪最高水位6.94m，设计流量3600m3/s。 
- 进洪北闸：原为8孔，设计流量1020立方米／秒。1952年10月12日开工，1953年7月10日完工。2008年除险加固后为13孔137.9m。
- 进洪南闸：1968年11月～1969年6月建成。25孔287.7m。

独流减河入海口在1967年建有“工农兵挡潮闸”。设计流量3200m3/s，闸上设计水位4.30m，校核水位5.45m。1993年改建后，设计流量3200m3/s，闸上设计水位5.19m，校核水位6.29m。下泄入海受海水潮汐制约，高潮位时需闭闸滞洪，顶托洪水影响至白洋淀。